# Румынские народные танцы (Барток)

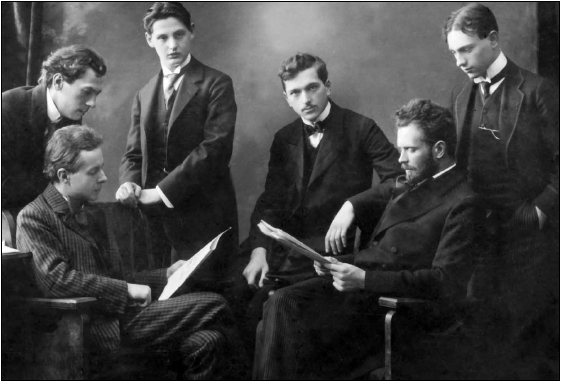
Бела Барток (сидит слева) среди друзей-музыкантов в 1910 году.

Румынские народные танцы (венг. Román népi táncok, англ. Romanian Folk Dances), Sz. 56, BB 68, — сюита из шести коротких фортепианных пьес Белы Бартока. Сочинена в 1915 году. Известна также в авторской версии для оркестра (1917; BB 76).

## История создания
Сюита состоит из шести коротких фортепианных пьес, сочинённых в 1915 году. Посвящена Иону Бушиция, собирателю румынского фольклора. Сам композитор не включал это произведение в основной перечень своих оригинальных произведений. Впоследствии он переложил его для инструментального ансамбля (оркестра) в 1917 году (Sz. 68, 76 ВВ).
В основе сюиты подлинные румынские мелодии из Трансильвании, первоначально исполнявшиеся на скрипке или пастушеской флейте (шестой танец основан на двух мелодиях). Композитор записал их в деревнях Бихора, Торонтала, Марош-Торда и других. 
Первоначальное название — Румынские народные танцы из Венгрии (венг. Magyarországi román népi táncok), но позже оно было изменено Бартоком, когда Трансильвания была присоединена к Румынии в 1918 году. Искусствоведы высоко оценивают это сочинение:

«Крайняя бережность авторского обращения с фольклором сочетается в них с прозрачностью фортепианного изложения. Здесь отсутствуют виртуозные эффекты — пассажи, фигурации, трудные переброски и скачки или аккордовые наслоения: партия правой руки, чаще всего, ограничивается одноголосным изложением основной фольклорной темы; сопровождение сводится к скромнейшим аккомпанирующим формулам; фактура местами представляет собой очень легкую двухголосную ткань — нередко в высоком звенящем регистре».— Нестьев И. В. Бела Барток. М. Музыка. 1969. Серия: Классики мировой музыкальной культуры. С. 222-223
В своей интерпретации народной музыки Барток сохранял мелодию и ритмическую структуру, вводя красочную гармонизацию. Композитор чувствовал себя свободно с выбором темпа и некоторые из быстрых танцев он сделал ещё быстрее, а некоторые из медленных мелодий — ещё медленнее, подчеркивая индивидуальный характер каждого из них. Четвёртый танец (Bucsumí tánc, от румынского бучум) написан в размере 3/4 в отличие от остальных танцев (в 2/4).

## Строение
- I. Bot tánc / Jocul cu bâtă (Танец с палками, записан Бартоком в исполнении цыганского дуэта скрипача и альтиста[6])
- II. Brâul (Круговой танец, записан композитором в исполнении на пастушеской флейте)
- III. Topogó / Pe loc (Топтание на месте)
- IV. Bucsumí tánc / Buciumeana (Бучумский танец)
- V. Román polka / Poarga Românească (Румынская полька)
- VI. Aprózó / Mărunțel (Быстрый танец, на 2 темы)

| Movement                        | Темп                                            | Продолжительность исполнения | Тональность              |
| ------------------------------- | ----------------------------------------------- | ---------------------------- | ------------------------ |
| Bot tánc / Jocul cu bâtă        | Allegro moderato, ♩ = 80                        | 57 секунд                    | A minor                  |
| Brâul                           | Allegro, ♩ = 144                                | 25 секунд                    | D minor                  |
| Topogó / Pe loc                 | Andante, ♩ = 90                                 | 45 секунд                    | B minor                  |
| Bucsumí tánc / Buciumeana       | Moderato, ♩ = 100                               | 35 секунд                    | A major                  |
| Román polka / Poarga Românească | Allegro, ♩ = 152                                | 31 секунд                    | D major                  |
| Aprózó / Mărunțel               | Allegro, ♩ = 152 (далее — Più Allegro, ♩ = 160) | 13 и 36 секунд               | D Major, далее — A major |

## Транскрипции и адаптации других композиторов
Известные переложения фортепианной сюиты для ансамблей различного состава:
- Версия Артура Виллнера для струнного оркестра (скрипки I, II, альт, виолончель и контрабас).
- Версия Золтана Секея для скрипки и фортепиано (1925 год). Это не просто транскрипция, а адаптация произведения для этих двух инструментов с точки зрения скрипача. При этом вторая часть была перенесена из ре минора в фа-диез минор, третья из си минора — в ре минор…
- Транскрипция для органа Андре Изуара[8].